# Kanemoto Keita
Keita Kanemoto (sinh ngày 13 tháng 7 năm 1977) là một cầu thủ bóng đá người Nhật Bản.

## Sự nghiệp câu lạc bộ
Keita Kanemoto đã từng chơi cho Sanfrecce Hiroshima và Oita Trinita.